# Tempo
 Der er for få eller ingen kildehenvisninger i denne artikel, hvilket er et problem. Du kan hjælpe ved at angive troværdige kilder til de påstande, som fremføres i artiklen.

Tempo er et udtryk for hastigheden i en takt eller en rytme. Selve ordet tempo er italiensk for tid. Tempoet for et musikstykke bliver markeret fra starten af. I moderne musik bruger man enheden BPM, der står for "beats per minute" eller på dansk taktslag pr. minut. Det betyder, at man specificerer længden af en taktslag, og derefter hvor mange af disse, der skal spilles pr. minut. Denne matematiske udregning af tempo blev populær i løbet af det 19. århundrede, da de første metronomer blev lavet. Disse var dog højest upålidelige.

## Musikudtryk
Før metronomernes tid blev man nødt til at angive tempoet på en anden måde. Dette skete ved fagudtryk, der sagde hvordan musikken skulle spilles. De fleste af disse udtryk var italienske, fordi de fleste af de mere vigtige komponister i det 17. århundrede var italienske. Selv om metronomen blev opfundet, blev disse udtryk stadigvæk brugt, da de ud over tempoet også angav stemningen.

## Italienske tempomarkeringer

### Almindelige tempomarkinger
De mest almindelige tempomarkeringer på italiensk er:
- Grave – meget langsomt og næsten højtideligt
- Largo – langsomt og bredt
- Adagio – langsomt
- Lento – "langsomt", men normalt kun moderat
- Andante – i gående fart
- Moderato – et moderat tempo – hverken hurtigt eller langsomt
- Allegretto – "en lille allegro", forstået som ikke helt så hurtigt som allegro
- Allegro – hastigt
- Presto – hurtigt
- Vivace – meget hurtigt, livligt og friskt
- Prestissimo – meget meget hurtigt

#### Mindre almindelige tempomarkinger
- Larghetto – ikke helt så langsomt som largo
- Larghissimo – meget langsomt stykke musik. Betegnelsen benyttes i den klassiske musik.

### Fælles udtryk
- non troppo – ikke for meget; f.eks. Allegro non troppo (eller Allegro ma non troppo) som betyder "Hurtigt, men ikke for meget."
- molto – meget, som i Allegro molto
- poco – let, som i Poco Adagio
- piu – mere, som i Piu Allegro
- meno – mindre, som i Meno Presto

### Stemningsmarkeringer med en forbindelse til tempoet
Makeringer, der hovedsageligt udtrykker en stemning, men som også har et tempo:
- Vivace – livligt (som generelt indikerer en temmelig hurtig sats)
- Maestoso – majestætisk ellers statsligt (som generelt indikerer en højtidlig, langsom sats)

### Udtryk for skift i tempoet
Dette er en liste for udtryk, der angiver et skift i tempoet:
- Accelerando – accelererer tempoet (fork.: accel.)
- Meno Mosso – mindre bevægelse eller langsommere
- Più Mosso – mere bevægelse eller hurtige
- Rallentando – sætter tempoet ned (fork.: rall.)
- Ritardando – sætter tempoet ned (fork.: rit.)
- Ritenuto – en anelse langsommere

Disse udtrykker et graduelt skift i tempo. Hvis en komponist skifter tempo med det samme, angiver personen normalt bare et ny tempo. Der er også:
- A tempo – tilbage til det forrige tempo efter forandringen.
- Tempo I – ofte i begyndelsen af en ny sektion i et musikstykke, som angiver tilbagevenden til stykkets originale tempo.

Mere kompleks og mindre præcis er:
- Rubato – frihed til justeringer af tempoet efter eget udtryksformål.